# Zelometeorium patulum
Zelometeorium patulum är en bladmossart som beskrevs av Monte Gregg Manuel 1977. Zelometeorium patulum ingår i släktet Zelometeorium och familjen Meteoriaceae. Inga underarter finns listade i Catalogue of Life.